# Google Shopping
Google Shopping, Google Product Search, Google Products (trước đây được gọi là Froogle), là một dịch vụ của Google được Craig Nevill-Manning phát minh, cho phép người dùng tìm kiếm các sản phẩm trên trang web mua sắm trực tuyến và so sánh giá giữa các nhà cung cấp khác nhau.
Ban đầu, dịch vụ được liệt kê giá do người bán gửi và được kiếm tiền thông qua quảng cáo AdWords như các dịch vụ khác của Google. Tuy nhiên, vào tháng 5 năm 2012, Google đã thông báo rằng dịch vụ này (cũng được đổi tên ngay lập tức thành Google Shopping) sẽ chuyển sang cuối năm 2012 thành một mô hình trả phí, nơi các thương gia phải trả tiền cho công ty để liệt kê các sản phẩm của họ trên dịch vụ.

## Tranh cãi

### Án phạt từ Uỷ ban châu Âu
Ngày 27 tháng 6 năm 2017, Google Shopping đã bị Ủy ban châu Âu phạt 2,4 tỷ euro vì đã ưu tiên hàng đầu các dịch vụ mua sắm trực tuyến của mình trong kết quả tìm kiếm.